# 邢昺
邢昺（932年—1010年），字叔明，曹州濟陰縣邢寨（今山東省菏澤市曹縣曹城街道石莊村邢寨）人。

## 生平
太平興國元年（976年），以通九經進士及第，授大理評事，知楚州鹽城監，賜錢二十萬。太平興國二年（977年）任國子監丞，升國子博士，雍熙年間遷水部員外郎，端拱元年（988年）遷金部郎中。至道三年（997年）宋真宗即位，改任司勳郎中，遷右諫議大夫。咸平元年（998年）升國子祭酒，咸平二年（999年）始設翰林侍講學士，為真宗講論《左傳》。同年與杜鎬、孫奭等校定《三禮》、《春秋三傳》、《孝經》、《爾雅》等義疏，咸平四年（1001年）九月書成，出為淮南兩浙安撫使。咸平五年（1002年）遷工部侍郎。
景德三年（1006年）遷刑部侍郎，真宗多召他對話，一日他向真宗提及宮邸舊僚，歎已淪喪殆盡，唯自己獨存。翌日真宗賜他白金千兩，並召他的妻子到宮庭，賜帽子、披肩等物。景德四年（1007年）因年老體弱，請求給假一年歸視田里，翌年郊祀後還朝，真宗准許並擢升他為工部尚書、知曹州。大中祥符元年（1008年）真宗封泰山後召還他，升禮部尚書。大中祥符三年（1010年），邢昺患病，真宗令太醫診視，六月真宗親臨問疾，數月後病逝，贈左僕射，葬於任丘縣東北黃壘村。

## 祭祀
邢昺配祀於孔廟稱「先儒」。同時被泉州南安鄉紳里民尊為邢府千歲，與東漢朱祜、南宋李良合稱朱邢李三千歲。